# Aquihuecó
Aquihuecó és un jaciment d'enterraments humans, al nord de la Província de Neuquén, sobre el riu Curí Leuvú, a un quilòmetre al sud del paratge homònim.

## Història de la troballa
L'any 1997, per una denúncia de troballa de restes òssies humanes, l'òrgan d'aplicació de la Llei de protecció del patrimoni arqueològic de la província de Neuquén, a Argentina, va fer un reconeixement del jaciment. Se'n van rescatar restes òssies i material arqueològic trobats en superfície, que hi havien arribat per acció d'agents naturals. L'any 2003, l'Esquadró 30 de Gendarmeria Nacional Argentina, de Chos Malal, feu una altra denúncia de troballa de restes humanes al mateix indret, i això suscità una nova campanya. Llavors se'n van registrar molts esquelets, exposats també per agents naturals, sobretot en un vessant d'una duna. Després de fer anàlisis de laboratori, es conclogué que, en total, entre les dues campanyes, s'havien recuperat 32 individus. S'obtingué una datació basada en carboni 14 sobre os humà que en donà una antiguitat de 3.650 ± 70 anys abans del present. Aquestes dades feren comprendre que es tractava d'un jaciment de gran rellevància per quantitat d'individus i per l'antiguitat. En aquesta àrea i en aquesta època els grups humans eren caçadors recol·lectors, societats els hàbits d'enterrament de les quals solen ser simples (d'un individu) o múltiples (dos, tres o quatre individus), però no pas tan nombrosos com es troben a Aquihuecó.
En els següents anys s'hi van continuar fent treballs de rescat perquè el vent en aquesta zona és un factor d'alt impacte per a la preservació dels jaciments. S'hi van realitzar campanyes en els anys 2006, 2007, 2009, 2012 i 2017.

## Característiques

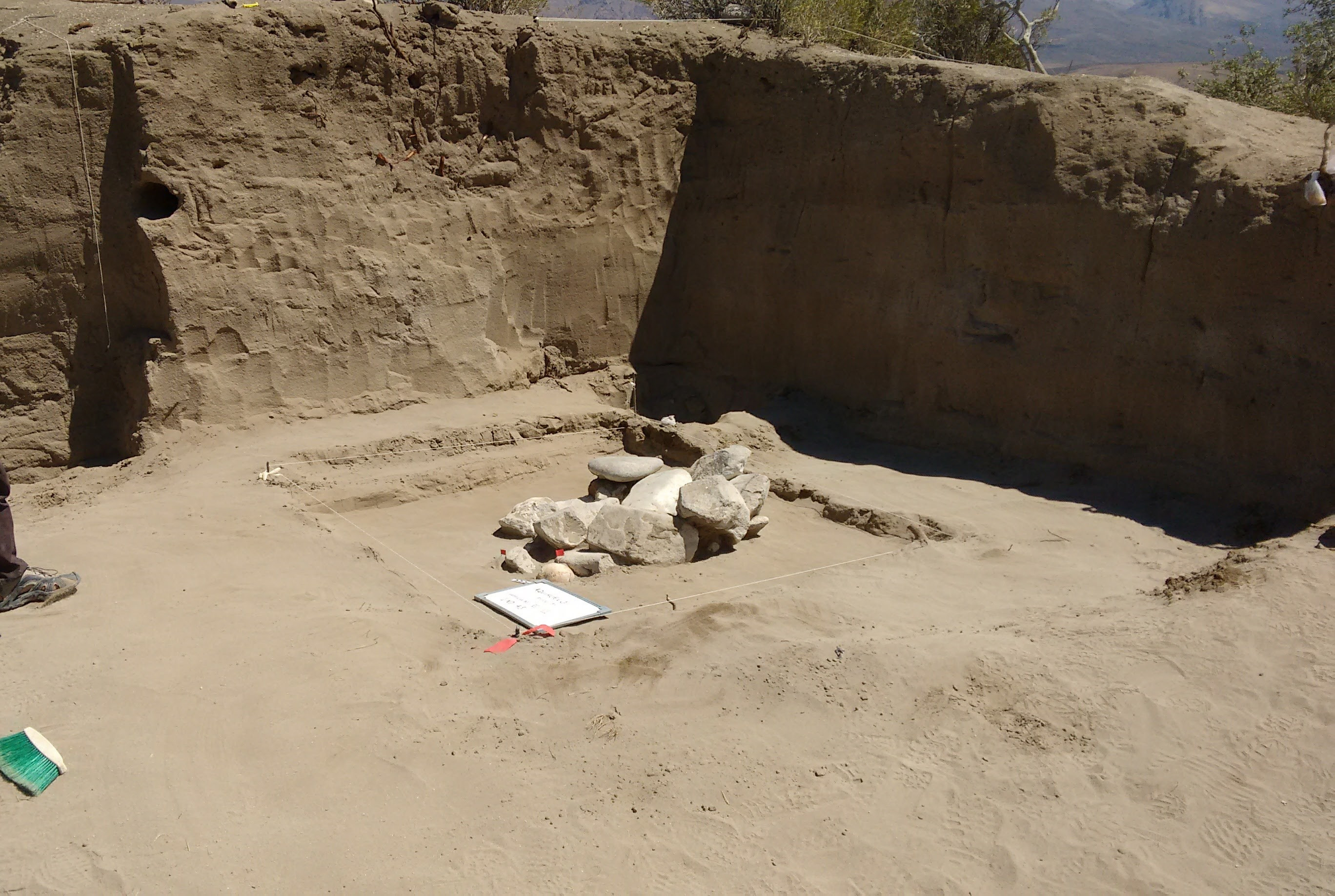
Excavació d'Aquihuecó. Enterrament més profund, amb roques formant un cercle

Aquihuecó és un lloc d'enterraments humans situat a la vall del riu Curí Leuvú, al Norte Nequino, a la Patagònia argentina. Els pobles que van habitar aquesta zona utilitzaren aquest lloc com a cementeri durant almenys 650 anys, entre el 4304 i el 3650 abans del present. Es van registrar un mínim de 64 individus en tres tipus de tombes. En tots els enterraments els individus es dipositaven directament en el sediment (sense cap estructura funerària), i la diferència entre ells és el tipus de demarcació. En uns, el cadàver es tapava amb lloses disposades de manera horitzontal. Uns altres es demarcaren amb lloses tallades amb formes trapezoïdals i es disposaren verticalment, com una làpida. En un sol cas, el que es trobava a més fondària, l'enterrament estava constituït per roques arredonides i disposades formant un cercle que cobria tot l'esquelet.

### Estructura demogràfica
Les edats dels individus es distribueixen entre al voltant del naixement i més grans de 50 anys. Entre aquests, més del 20% són menors de 5 anys, i en són la categoria d'edat més nombrosa. Si fa no fa, la meitat dels morts eren adults (majors de 18 anys d'edat). El 35% dels individus eren de sexe masculí, el 21% femení i un 44% eren de sexe indeterminat.

### Aspectes culturals
El 30% dels individus el crani dels quals estava complet i es va poder analitzar, presentava una modificació cultural denominada circular. Aquestes deformacions responen a pràctiques que consisteixen a aplicar forces (com ara benes o tauletes) al crani dels xiquets i xiquetes des dels primers mesos de vida. En aquest moment, els ossos del crani es troben units per un teixit elàstic que conforma les fontanelles, de manera que es genera una forma particular de la volta craniana segons com s'hi aplique la força.
Un dels enterraments, el d'un individu d'11 anys, estava acompanyat d'un collaret confeccionat amb valves de Megalobulimus sp. Altres materials arqueològics que acompanyaven les tombes eren instruments de molta i material lític com ara puntes de projectil, rascadors, ganivets i rascadores.